# Esparteins
Els esparteins (Spartaeinae) són una subfamília de la família dels saltícids (Salticidae). Va ser creada per Fred R. Wanless el 1984 que incorporava els grups Boetheae, Cocaleae, Lineae, Codeteae i Cyrbeae, els quals havien estat descrits per Eugène Simon.
Hi ha 18 gèneres actuals i 5 d'extingits, amb 119 espècies fins al 2006.
Elles són de la zona paleotropical, amb una gran diversitat a Malàisia i a l'arxipèlag d'Indonèsia.
Són uns saltícids que aporten molt de coneixement a la comprensió de l'evolució filogenètica d'aquesta família d'aranyes. Tenen algunes característiques que els relacionen amb les Lyssomaninae.

## Gèneres
Aquesta llist es basa en el catàleg de biologia de Joel Hallan.
- Allococalodes
- Araneotanna
- Brettus
- Cenattus †
- Cocalodes
- Cocalus
- Cyrba
- Eolinus † (només coneguts de l'àmbar del Bàltic)
- Gelotia
- Holcolaetis
- Lapsias
- Meleon
- Mintonia
- Neobrettus
- Paracyrba
- Paralinus †
- Phaeacius
- Portia
- Sonoita
- Taraxella
- Veissella
- Wanlessia
- Yaginumanis
- Sparbambus
- Spartaeus